# Polyozellus
Polyozellus är ett släkte av svampar. Polyozellus ingår i familjen Thelephoraceae, ordningen Thelephorales, klassen Agaricomycetes, divisionen basidiesvampar och riket svampar.
|             | Thelephora                              |
|             |                                         |
|             | Tomentella                              |
|             |                                         |
|             | Pseudotomentella                        |
|             |                                         |
|             | Hypochnus                               |
|             |                                         |
|             | Tomentellastrum                         |
|             |                                         |
|             | Phaneroites                             |
|             |                                         |
|             | Phanerodontia                           |
|             |                                         |
|             | Amaurodon                               |
|             |                                         |
|             | Skepperia                               |
|             |                                         |
|             | Parahaplotrichum                        |
|             |                                         |
|             | Gymnoderma                              |
|             |                                         |
|             | Tomentellopsis                          |
|             |                                         |
|             | Lenzitopsis                             |
|             |                                         |
|             | Botryobasidium                          |
|             |                                         |
|             | Pleurobasidium                          |
|             |                                         |
|             | Entolomina                              |
|             |                                         |
| Polyozellus | \| \| Polyozellus multiplex \| \| \| \| |
|             | \| \| Polyozellus multiplex \| \| \| \| |
|             | Polyozellus multiplex                   |
|             |                                         |

|  | Polyozellus multiplex |
|  |                       |